# Trần Đại Quang
Trần Đại Quang (Kim Sơn, 12 oktober 1956 – Hanoi, 21 september 2018) was een Vietnamees politicus. Hij was van 2016 tot zijn overlijden in 2018 de president van Vietnam.

## Loopbaan
Trần Đại Quang was sinds de jaren tachtig lid van de Vietnamese Communistische Partij. Van 2011 tot 2016 was hij minister van Openbare Veiligheid. In 2016 werd hij door het Vietnamese parlement met 452 stemmen (91,5 procent) verkozen tot president van zijn land. Op 2 april 2016 werd hij beëdigd.
In 2018 overleed Trần Đại Quang plotseling op 61-jarige leeftijd aan een niet-bekendgemaakte virusziekte.